# Baby Love (singel)
Baby Love – piosenka pop/R&B stworzona przez Nicole Scherzinger, Kara Dioguardi i K. Harrisa na debiutancki, solowy album Scherzinger, Her Name Is Nicole (2007). Utwór został wyprodukowany przez will.i.am oraz nagrany razem z nim na azjatyckiej, australijskiej, europejskiej oraz latynoskiej wersji piosenki. Utwór został wydany jako drugi singel z krążka  dnia 6 sierpnia 2007, natomiast jako pierwszy w Wielkiej Brytanii dnia 29 października 2007. Specjalnie dla radia KISS-FM, "Baby Love" został nagrany ponownie oraz umieszczony na playliście w Los Angeles.

## Teledysk
Teledysk do singla reżyserowany był przez Francisa Lawrence'a i nakręcony w maju 2007 na Catalina Island. Klip odbył światową premierę 24 września 2007 na stacji MuchMusic. Videoclip rozpoczyna sekwencja, w której artystka leży z laptopem oraz przegląda zdjęcia. Następnie przenosi się na jacht, gdzie razem ze swoim chłopakiem bawią się oraz przytulają. Potem widzimy Nicole zmierzającą motorem na plażę. Podczas trwania teledysku możemy zobaczyć ujęcia, w których, na skale, śpiewa will.i.am.

## Lista utworów
CD singel
1. „Baby Love” – 4:42
2. „Whatever U Like” – 3:55

EP singel
1. „Baby Love” – 4:42
2. „Whatever U Like” – 3:55
3. „Baby Love (Instrumental)” – 4:42
4. „Baby Love” (Videoclip) – 4:42

## Remiksy i oryginalne wersje
- Original Version
- Album Version
- Single Version
- Radio Edit (as appearing on Now 68)
- Instrumental
- JR Remix featuring Will.i.am (appears on some international editions of Doll Domination)
- Ralphi Rosario Edit
- Ralphi Rosario & Craig CJS Club Vocal Mix
- Ralphi Rosario's Sleazy Love Dub
- Dave Audé Edit
- Dave Audé Remix

## Pozycje na listach
| Lista przebojów (2007-2008)     | Najwyższa pozycja |
| ------------------------------- | ----------------- |
| Australia Singles Chart         | 15                |
| Austria Singles Chart           | 21                |
| Brazylia Hot 100 Singles        | 13                |
| Brazylia Hot 30 Dance Club Play | 1                 |
| Dania Singles Chart             | 37                |
| Irlandia Singles Chart          | 15                |
| Niemcy Singles Chart            | 5                 |
| Norwegia Singles Chart          | 18                |
| Szwajcaria Singles Chart        | 14                |
| Szwecja Top 60                  | 51                |
| USA Billboard Hot 100           | 108               |
| USA Billboard Pop 100           | 75                |
| UK Singles Chart                | 14                |
| Włochy Singles Chart            | 9                 |